# Sony Music Entertainment Japan
Sony Music Entertainment (Japan) Inc. (株式会社ソニー・ミュージックエンタテインメント, Kabushiki gaisha Sonī Myūjikku Entateinmento, sovint abreviat com a SMEJ i també conegut com a Sony Music Japan per ser més curt) és una empresa de música de Sony al Japó. SMEJ és independent de l'empresa internacional Sony BMG, ja que es dedica a la indústria de la música japonesa.
Controla també l'empresa d'anime, Aniplex, que es va crear el gener del 1997 com a empresa entre Sony Music Entertainment Japan i Sony Pictures Entertainment, però el 2001 és una empresa només de Sony Music Entertainment Japan.
Hi ha una llarga llista d'artistes i grups de música japonesos que es publiquen els seus treballs a partir d'aquesta empresa

Des del març del 2007, que Sony Music Japan també té l'empresa nord-americana Tofu Records. Ara, la distribució de Sony a l'Amèrica del Nord és a partir de Columbia Records o Epic Records.

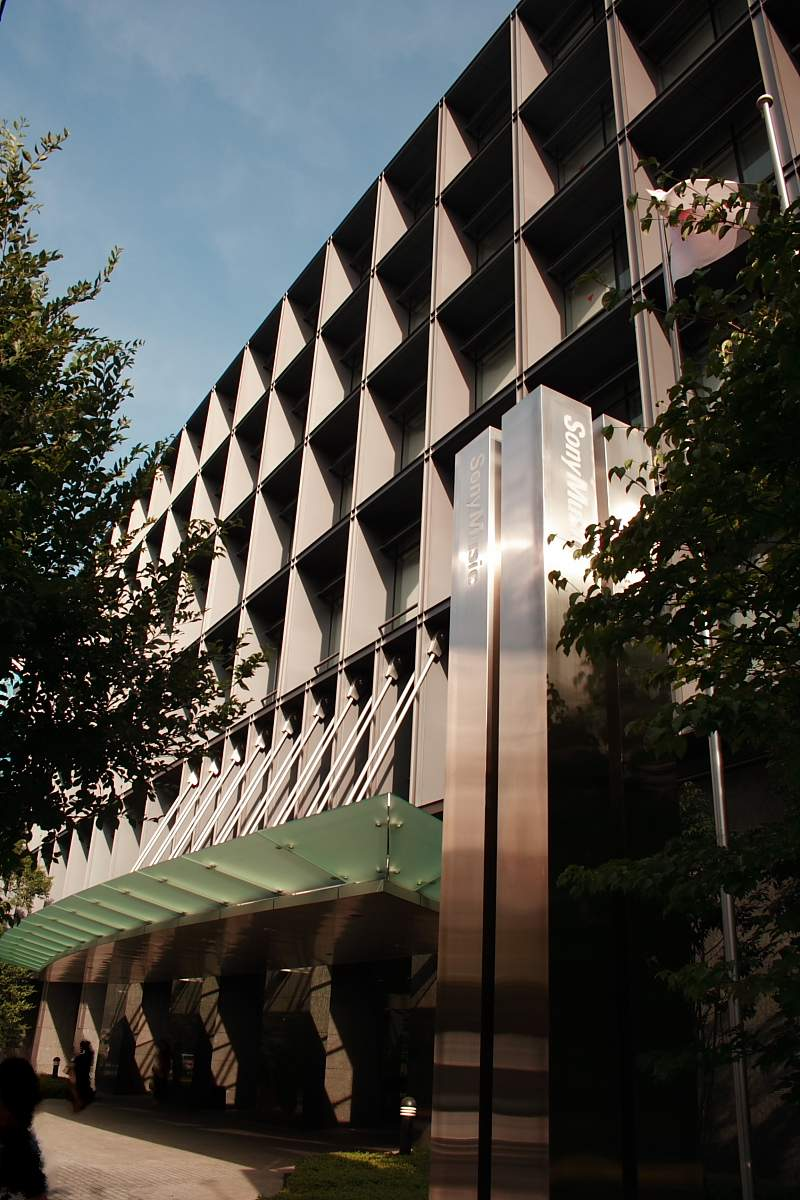
Edifici de SMEJ

## Història
Sony Music Entertainment Japan es va crear el 1968 com una empresa de Sony Corporation i CBS Records per distribuir música al Japó. L'empresa es va anomenar CBS Sony. El 1988, Sony va obtenir CBS Records i el 50% restant de la propietat de CBS Sony que no tenia. Llavors l'empresa es va anomenar Sony Music Entertainment (Japan) Inc. Des de fa de deu a dotze anys que, l'empresa és molt coneguda per obtenir TRUE KiSS DISC de Ami Suzuki. Poc després de la seva dotzena cançó, Reality / Dancin' in Hip-Hop.

## Empreses subsidiàries
- Aniplex
- DefSTAR Records
- Epic Records (Japan)
  - Antinos Records
- Ki/oon Records
  - Haunted Records
  - Ki/oon Records2
  - NeOSITE
- SME Records
- Sony Music Records
  - Sony Records
  - gr8! records
  - Studioseven Recordings
  - MASTERSIX FOUNDATION
  - Niagara Records
- Sony Music Associated Records
  - onenation
  - tributelink
  - TERRY DOLLAR RECORD$
  - Yeah! Yeah! Yeah! Records
- Sony Music House
- Village Music

## Artistes i grups de música
Artistes o grups de música de SMEJ.
- Access
- ACO
- Aiha Higurashi
- Ami Suzuki
- Angela Aki
- Anzenchitai
- Asami Isawa
- Asian Kung-Fu Generation
- B@by Soul
- Babystars, The
- Beat Crusaders
- Bird
- Bluem Of Youth
- Boom Boom Satellites
- Boom, The
- The Brilliant Green
- Chemistry
- Crystal Kay
- Daishin Kashimoto
- Daisuke Kawaguchi
- Denki Groove
- Depapede
- DJ Krush
- DJ Tasaka
- Flow
- Fumiya Fuji
- Gaijin a Go-Go
- Goku
- Gospellers, The
- Guitar Wolf
- Hajime Shitose
- Hekiru Shiina
- High and Mighty Color
- Hiraka wa Chii Tchome
- Home Made Kazoku
- Hyde
- I Wish
- Jake Shimabukuro
- Judy & Mary
- Juju
- Junpei Shiina
- K
- Kalafina
- Kazami
- Keiko Lee
- Ken Ishii
- Ken Hirai
- King Ghidorah
- Kodo
- Koinu
- Koji Tamaki
- Little By Little
- L'Arc~en~Ciel
- Leyona
- Lily Chou-Chou
- Lyrico
- Maboroshi
- Mai Hoshimura
- Masaaki Fujioka
- Mayu Kitaki
- Michelle
- Michico
- Mika Nakashima
- Mikiko
- Miliyah Kato
- Miss Monday
- Miyu Nagase
- Mondo Grosso
- Nami Tamaki
- Nanae Mimura
- Nana Kitade
- Natural High
- nobodyknows+
- Nobuchika Eri
- Orange Range
- Pushim
- Polysics
- Porno Graffitti
- Puffy
- Rhymester
- Rie Fu
- Rina Chinen
- RIZE
- Rovo
- Ryota Komatsu
- Rythem
- Satoshi Tomiie
- Sayaka
- Seamonator & DJ Taki-Shit
- Seiko Matsuda
- Skoop On Somebody
- Sona
- Soul'd Out
- Soulhead
- Sound Track
- Sowelu
- Spin Aqua
- Suiteisho-Jo
- Sunbrain
- Supercar
- T-Square
- T.M. Revolution
- Takkyu Ishino
- Tamio Okuda
- Taro Hakase
- 10.000 Promises
- Tetsu69
- 3.6MILK
- TiA
- Toko Furuuchi
- Toku
- Tommy February6
- Tommy Heavenly6
- Toshinobu Kubota
- Tube
- Uncoloured, The
- UVERworld
- YeLLOW Generation
- YKZ
- YMO
- Yoshida Brothers
- Yoshinori Sunahara
- Yui
- Yuna Ito
- Yuki Isoya
- Yukihiro
- Zone